# Linda Press
Linda Press fue una cantante y corista de la banda de Neil Diamond entre 1976 y 2015. Fue conocida por participar en el film The Jazz Singer (película de 1980), en la producción: Neil Diamond: Hot August Night/NYC (2009) y en el tema a dúo de Neil Diamond: Dont bring the flowers y por el tema: I'm Glad You're Here with Me Tonight (1977).

## Carrera
En 1969, Linda fue elegida para el musical "Hair" de la compañía de Los Ángeles, y se abrió camino en el mundo del espectáculo hasta que asumió el papel principal femenino del musical "Sheila". Durante este tiempo conoció y luego se casó con el bajista/director de orquesta de la banda,  Reinie Press, después de "Hair" y actuando en Las Vegas, Linda procedió a unirse a Neil Diamond Band como vocalista femenina de respaldo, trabajando con su esposo Reinie, quien se había unido a la misma banda como bajista años atrás.
En 2015, tanto como Linda y su marido Reinie se retiraron de la banda.